# وقت ماجراجویی
وقت ماجراجویی (به انگلیسی: Adventure Time‎)، یک انیمیشن فانتزی آمریکایی است که توسط پندلتن وارد و استودیو‌های فردراتور و کارتون نت‌ورک ساخته شده است. این انیمیشن ماجراهای پسری به نام فین (با صدای جرمی شادا) و بهترین دوست و برادر خوانده او جِیک (با صدای جان دی ماجیو) را که یک سگ جادویی است و قدرت تغییر شکل و اندازه خودش را دارد را به نمایش می‌گذارد. فین و جِیْک در سرزمین اوو زندگی می کنند؛ جایی که با پرنسس بابلگام (با صدای هیندن والچ)، شاه یخ (با صدای تام کنی)، مارسِلین (با صدای ‌اولیویا اولسون)، بیمو (BMO؛ با صدای نیکی یانگ) و دیگران ارتباط برقرار می کنند.
این مجموعه ۱۰ فصل و ۲۸۳ قسمت دارد.

## خلاصه‌ی داستان
این انیمیشن، روایتگر ماجراجویی‌های پسری با نام «فین» و بهترین دوستش «جیک» می‌باشد. جیک، سگی جادویی است؛ که می‌تواند به هر شکل و اندازه‌ای که می‌خواهد تبدیل شود. فین، آدمیزادی جنگجو و شجاع است. جیک و فین در سرزمین خیالی «اوو» زندگی می‌کنند و قهرمان آنجا هستند. در طول قسمت‌های این انیمیشن، جیک و فین با شخصیت‌های اصلی دیگر داستان یعنی مارسلین ملکه خون آشام‌ها، پرنسس بابل گام، شاه یخی، bmo (کامپیوتر کوچک) و پرنسس آتش تعامل خواهند داشت.

## شخصیت‌ها

### فین
فین یک آدمیزاد است که در خانه‌ی درختی همراه برادر ناتنی‌اش، جِیْک و کامپیوتر کوچکش، بی‌ام‌او زندگی می‌کند.در فصل های میانی، فین شمشیر نفرین شده‌ای می‌خرد که با دستش یکی می‌شود. در فصل هشتم، دست گیاهی او قطع می‌شود و با شمشیر فین (فین گذشته که به شمشیر تبدیل شده است) مخلوط می‌شود و شخصیت فِرن را می‌سازد. از آن به بعد، فین دستی روباتی را به جای دست قطع‌شده‌اش قرار می‌دهد.
در ابتدا فین پدر واقعی خود را نمی‌شناخت، اما در اوایل فصل ششم فین پدر خود را پیدا می‌کند. در فصل هشتم، فین به همراه جیک، بی‌ام‌او و سوزان (یک انسان دیگر هم که در سرزمین اوو است) با کشتی به آن طرف سرزمین اوو می‌روند و فین مادر واقعی خود را ملاقات می کند.

### جِیک
جِیک، سگی جادویی است که می تواند تغییر شکل بدهد. او همراه برادر ناتنی‌اش، فین، در خانه‌ای درختی با کامپیوتر کوچکشان، بی‌ام‌او، زندگی می‌کنند.جیک با یک تک شاخ به اسم لِیدی رِینیکورْن ازدواج کرد و صاحب چند فرزند شد. جیک فکر می کرد فرزند سگی هم شکل خودش است؛ اما بعداً می فهمد که پدر واقعی اش یک آدم فضایی است.

### bmo
bmo روباتی کوچک است که مانند انسان‌ها قدرت درک و فهم دارد و از قوه‌ی تخیل بالایی هم برخوردار است. او در خانه‌ی درختی همراه فین و جیک زندگی می‌کند. زادگاه bmo، در کارخانه‌ی روبات‌سازی است و مردی به نام مو، او را طوری ساخته که مانند انسان‌ها باشد و درک و فهم داشته باشد. bmo بعضی وقت‌ها با دوست آینه‌ای خود، فوتبال، حرف می‌زند.

## قسمت‌ها
| فصل      | قسمت‌ها   | قسمت‌ها   | تاریخ اصلی روی آنتن رفتن | تاریخ اصلی روی آنتن رفتن | تاریخ اصلی روی آنتن رفتن |
| فصل      | قسمت‌ها   | قسمت‌ها   | اولین بار                | آخرین بار                | شبکه                     |
| -------- | -------- | -------- | ------------------------ | ------------------------ | ------------------------ |
| سربرنامه | سربرنامه | سربرنامه | ۱۱ ژانویه ۲۰۰۷           | ۱۱ ژانویه ۲۰۰۷           | نیکتونز                  |
| ۱        | ۲۶       | ۲۶       | ۵ آوریل ۲۰۱۰             | ۲۷ سپتامبر ۲۰۱۰          | کارتون نت‌ورک             |
| ۲        | ۲۶       | ۲۶       | ۱۱ اکتبر ۲۰۱۰            | ۹ مه ۲۰۱۱                | کارتون نت‌ورک             |
| ۳        | ۲۶       | ۲۶       | ۱۱ ژوئیه ۲۰۱۱            | ۱۳ فوریه ۲۰۱۲            | کارتون نت‌ورک             |
| ۴        | ۲۶       | ۲۶       | ۲ آوریل ۲۰۱۲             | ۲۲ اکتبر ۲۰۱۲            | کارتون نت‌ورک             |
| ۵        | ۵۲       | ۵۲       | ۱۲ نوامبر ۲۰۱۲           | ۱۷ مارس ۲۰۱۴             | کارتون نت‌ورک             |
| ۶        | ۴۳       | ۴۳       | ۲۱ آوریل ۲۰۱۴            | ۵ ژوئن ۲۰۱۵              | کارتون نت‌ورک             |
| ۷        | ۲۶       | ۲۶       | ۲ نوامبر ۲۰۱۵            | ۱۹ مارس ۲۰۱۶             | کارتون نت‌ورک             |
| ۸        | ۲۷       | ۲۷       | ۲۶ مارس ۲۰۱۶             | ۲ فوریه ۲۰۱۷             | کارتون نت‌ورک             |
| ۹        | ۱۴       | ۱۴       | ۲۱ آوریل ۲۰۱۷            | ۲۱ ژوئیه ۲۰۱۷            | کارتون نت‌ورک             |
| ۱۰       | ۱۶       | ۱۶       | ۱۷ سپتامبر ۲۰۱۷          | ۳ سپتامبر ۲۰۱۸           | کارتون نت‌ورک             |

## اولین پخش کارتون
قبل از پخش وقت ماجراجویی در کارتون نت‌ورک، سربرنامه این انیمیشن در شبکه‌ نیکتونز پخش شد. بعد از چند سال، پخش رسمی این برمنامه آغاز شد  که در شبکه کارتون نت‌ورک به اجرا درآمد و توانست طرفداران زیادی پیدا کند.